# Lomtjärnen (Särna socken, Dalarna, 683236-135963)
Lomtjärnen är en sjö i Älvdalens kommun i Dalarna och ingår i Dalälvens huvudavrinningsområde. Sjöns area är 0,031 kvadratkilometer och den befinner sig 499 meter över havet.